# Sukasetia (Cihaurbeuti)
Sukasetia is een bestuurslaag in het regentschap Ciamis van de provincie West-Java, Indonesië. Sukasetia telt 2131 inwoners (volkstelling 2010).